# Гженди-Гурне
Гженди-Гурне (пол. Grzędy Górne, нім. Oberkonradswaldau) — село в Польщі, у гміні Чарний Бур Валбжиського повіту Нижньосілезького воєводства. Населення — 164 особи (2011).
У 1975-1998 роках село належало до Валбжиського воєводства.

## Демографія
Демографічна структура станом на 31 березня 2011 року:
|          | Загалом | Допрацездатний вік | Працездатний вік | Постпрацездатний вік |
| -------- | ------- | ------------------ | ---------------- | -------------------- |
| Чоловіки | 77      | 15                 | 55               | 7                    |
| Жінки    | 87      | 15                 | 54               | 18                   |
| Разом    | 164     | 30                 | 109              | 25                   |